# Damien Tekou
Damien Tekou Foukou (* 9. November 1984) ist ein kamerunischer Radrennfahrer.
Damien Tekou wurde 2004 kamerunischer Vizemeister im Straßenrennen. 2006 gewann er das Eintagesrennen Grand Challenge Mfoundi VI. In der Saison 2007 gewann Tekou zwei Teilstücke bei der Tour de l’Est International und die siebte Etappe der Tour du Sénégal nach Fatick. 2008 wurde er beim Cameroon Cycling Cup Zweiter und in der Gesamtwertung der Tour du Cameroun belegte er den dritten Platz. Bei dieser Rundfahrt gewann er 2009 zwei und 2012 eine weitere Etappe.

## Erfolge
2004
- Kamerunische Straßenmeisterschaft

2007
- eine Etappe Tour du Sénégal

2008
- eine Etappe Tour du Sénégal

2009
- zwei Etappen Tour du Cameroun

2012
- eine Etappe Tour du Cameroun